# Donzenac
Donzenac is een gemeente in het Franse departement Corrèze (regio Nouvelle-Aquitaine). De plaats maakt deel uit van het arrondissement Brive-la-Gaillarde. Donzenac telde op 1 januari 2022 2.714 inwoners.

## Geografie
De oppervlakte van Donzenac bedroeg op 1 januari 2022 24,24 vierkante kilometer; de bevolkingsdichtheid was toen 112 inwoners per km².
De onderstaande kaart toont de ligging van Donzenac met de belangrijkste infrastructuur en aangrenzende gemeenten.

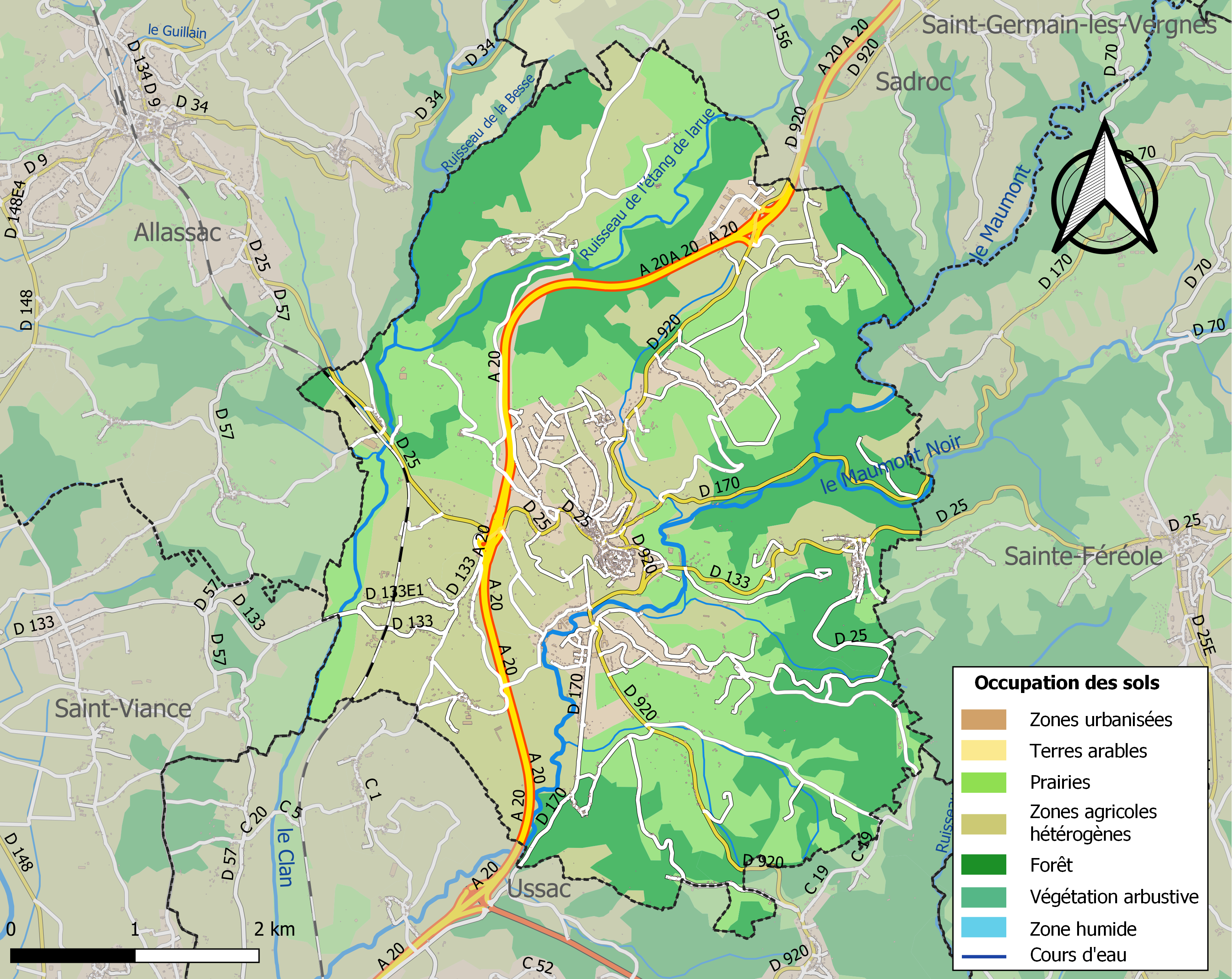

## Demografie
Onderstaande figuur toont het verloop van het inwonertal (bron: INSEE-tellingen).

## Kerk Saint Martin
In het centrum van Donzenac staat de kerk Saint-Martin daterend uit dertiende eeuw, het schip stortte in 1810 in waarna de kerk volledig werd herbouwd in 1832.
De klokkentoren in gotische stijl is origineel en in 1932 als historisch monument is geclassificeerd. De 14e-eeuwse toren is vierkant en getooid met een achthoekige spits.
De kerk lijkt op de kathedraal van het nabijgelegen Tulle die waarschijnlijk als voorbeeld heeft gediend.

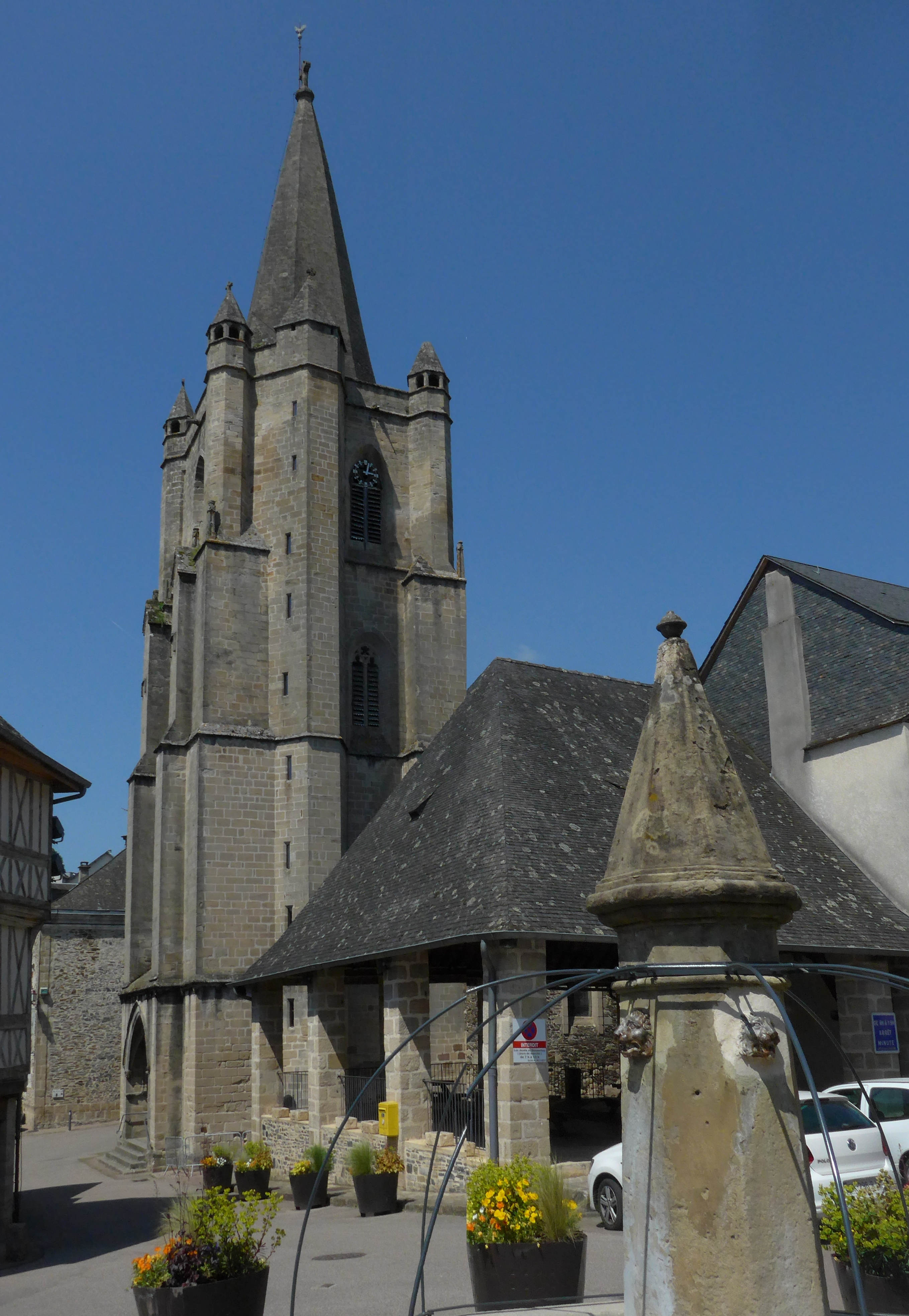
Saint Martin, exterieur
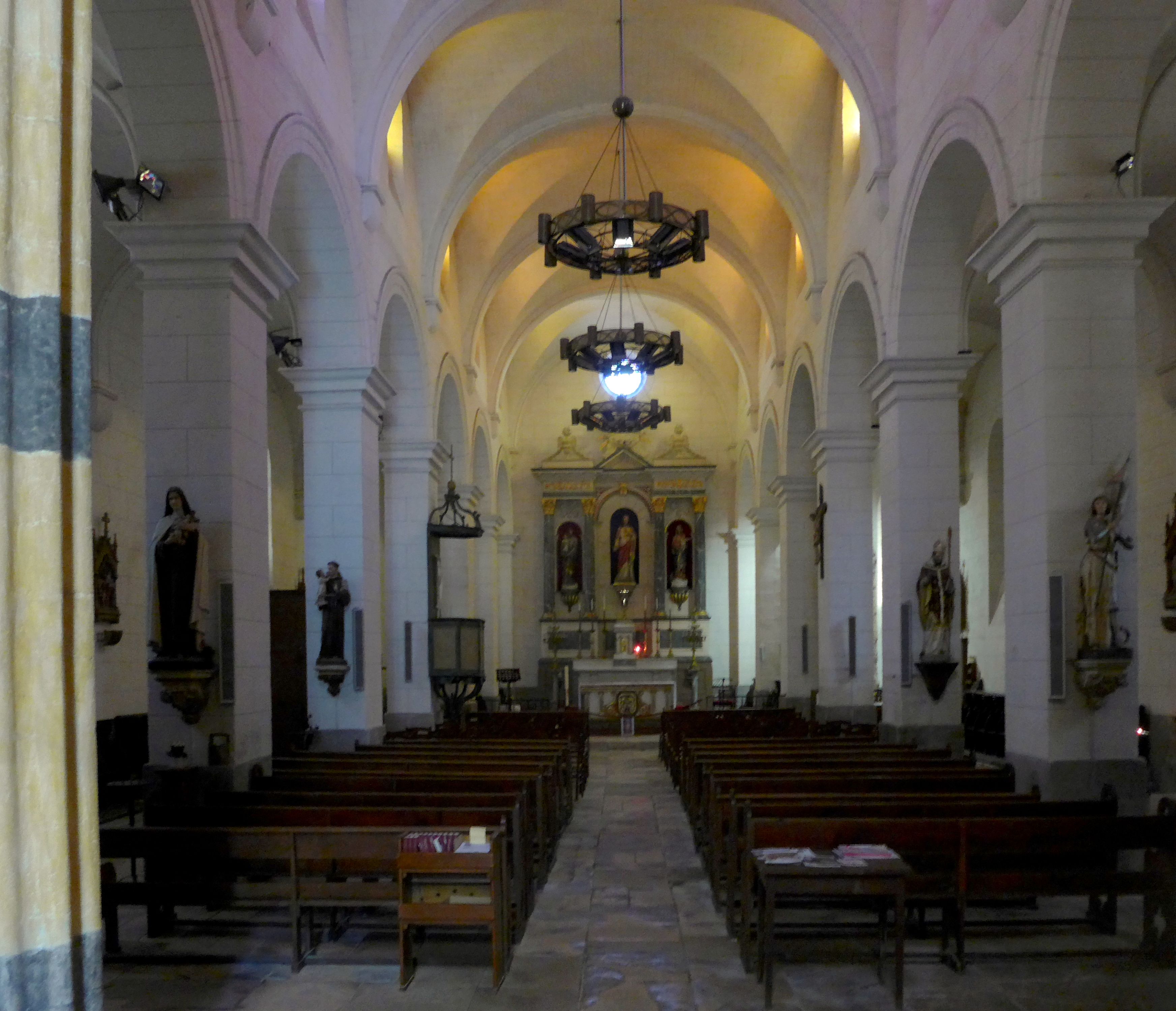
Saint Martin, interieur
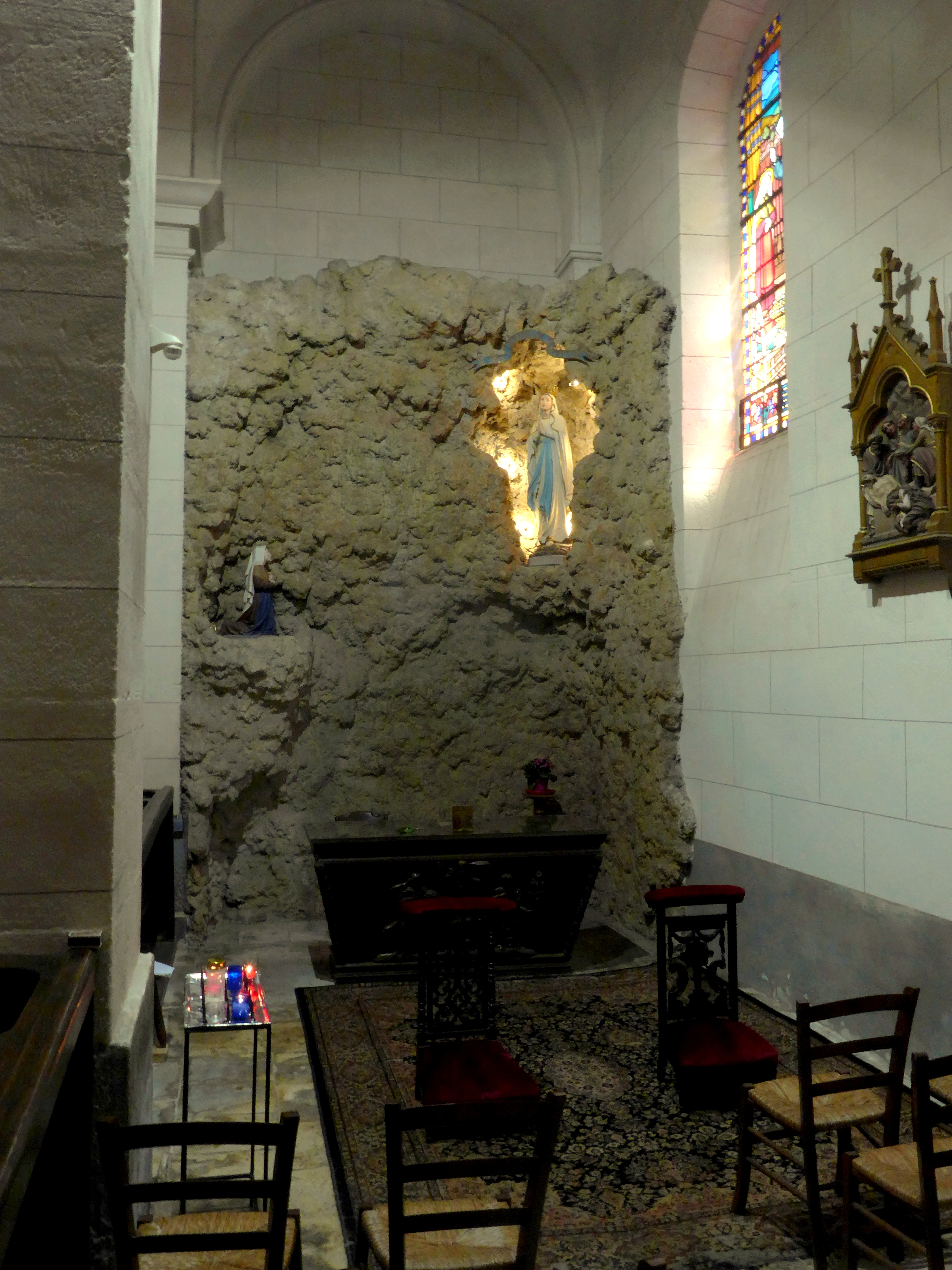
Saint Martin, l' Immaculée Conception